# 狄青

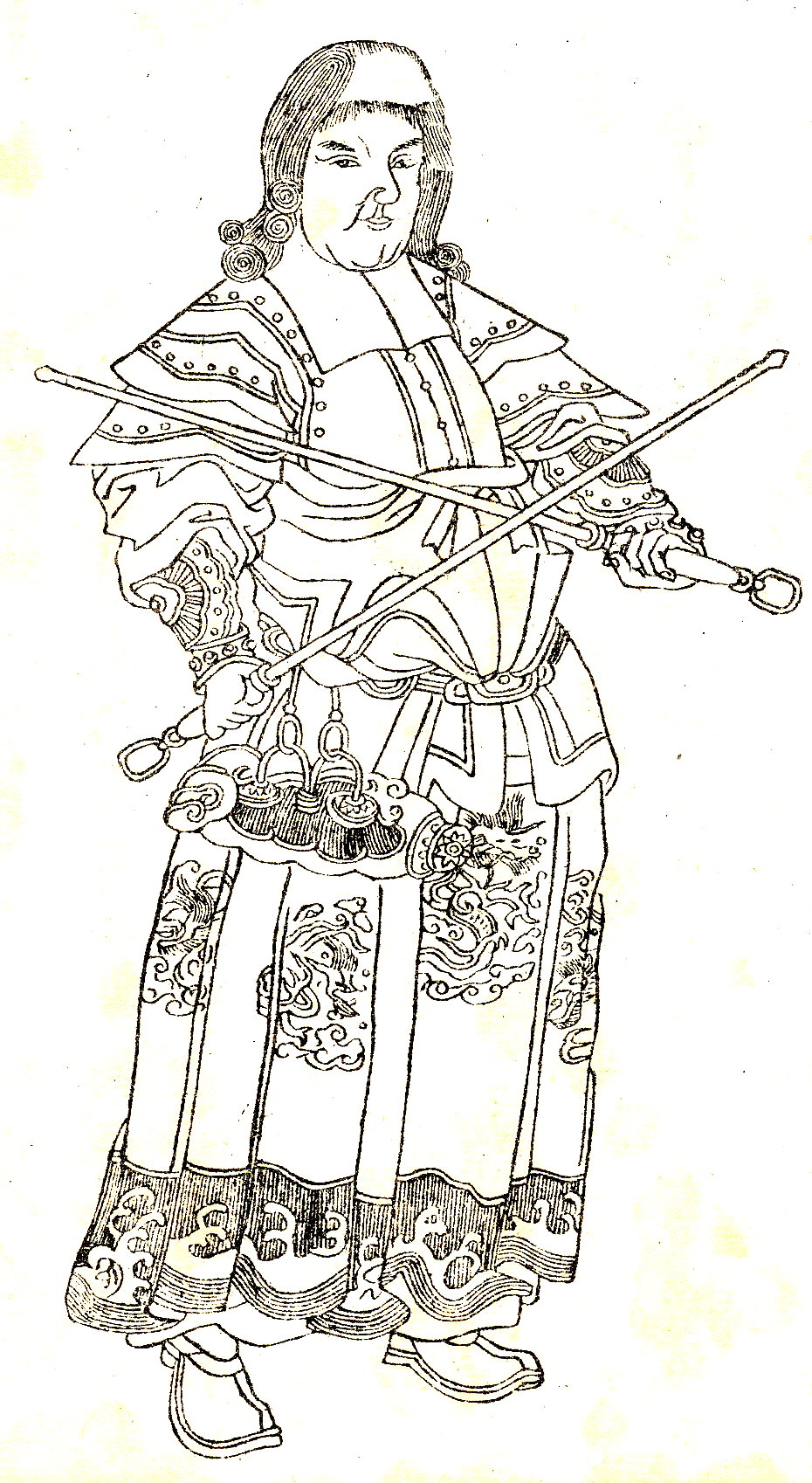
狄青

狄 青（てき せい、1008年 - 1057年）は、中国の北宋の武将。字は漢臣。文民優遇の北宋において、一兵卒から叩き上げで将軍の位まで出世した稀有な人物。庶民からの人気も高く、『狄青演義』『万花楼演義』の主人公として活躍してもいる。武人ではあるが、『春秋左氏伝』を愛読し、兵法・歴史にも通じていたという。

## 西夏との戦争
狄青は汾州西河県の貧家に生まれた。ここはもともと異民族の侵入しやすい土地柄であったため、狄青は武術にはげんだ。貧家の出身だったが、騎射に優れていた。宝元年間（1038年 - 1040年）に宋・西夏戦争に従軍し、前線で活躍する。4年の間に25回も大きな戦いに参加し、敵の流れ矢を受けること8度という激戦の中、多くの城を落とし、5700の捕虜を得るという戦果を挙げる。このとき、狄青は兜をかぶらず、銅の面をつけ、ざんばら髪で戦ったそうであるが、この姿を見た西夏兵は彼を恐れ、敢えて近寄ろうとするものはいなかったという。

## 儂智高の反乱
慶暦4年（1044年）に西夏との和議がなると、しばらくは現地で勤めていたが、1052年には枢密副史に任命され、都で勤務する。この枢密副史は軍事の副長官に該当する職で、たいていの場合は文官がなるものなので、武官上がりの狄青がこれを務めるのは異例のことであった。しかし、広源州の儂智高が華南で反乱を起こすと、その平定のため再び前線に出ることになる。
このとき、官軍はあまりに士気が低く、どうにもならない状況であった。そこで狄青は「今から銅銭を100枚投げるが、これで全て表が出るようなことがあるなら、これは神のお告げである。必ず官軍は勝つ」と発言した。このような確率的にありえないことが起こるとは到底思えなかった部下が狄青を諌めたが、かまわず狄青は銅銭を投げた。すると、すべて表を向けて転がった。実は、この銅銭はあらかじめ狄青が用意した、もともと表しかない銅銭によるイカサマだったが、そうと知らない兵らは大いに士気を上げ、儂智高の反乱軍を平定したという。

## 余生
反乱平定の功績により、狄青は武官の最高位である枢密正使にまで出世した。だが、狄青の余生はあまり幸福なものではなかった。あまりに出世しすぎたため朝廷から疑われ、至和3年（1056年）には枢密正使を免職され、陳州長官となる。 その後も朝廷の監視を受け、翌年に死す。享年50。

## 逸話
- このころ、一兵卒には逃亡防止のために刺青が彫られていた。もちろん、狄青にもこの刺青はあった。西夏との戦の時、狄青がざんばら髪に銅の面をつけて戦ったのは、敵を威嚇する目的もあったが、刺青を隠す目的もあったという。というのも、敵が「一兵卒出身の武将を使うとは、宋にはまともな人材がいないのでは?」と疑われるのを避けるためだったという。
- あるとき、将軍にまで出世した狄青に刺青があるのは望ましいことでないと考えた仁宗が、薬で刺青を取るように命じた。これに対して狄青は「この刺青があると、下級兵士の励みになるから消すわけにはいかない」と拒否したという。事実、狄青は下級兵卒にかなりの人気があった。
- 狄青が高官になってからのこと、彼に取り入ろうとした人物が、狄青は唐代の宰相であった狄仁傑の子孫にあたるという家系図を持ってきた。これに対し狄青は「自分は庶民の生まれで、そのようなことがあろうはずはない」と言ってはねつけた。狄青の謙虚さを表す逸話である[注釈 1]。

## 狄青の系譜
北宋の王珪が編纂した『華陽集』には、狄青の墓碑銘文が収録されている。それによると、狄青は狄仁傑の末裔とされており、『夢渓筆談』の逸話に登場する系図が当時広く受け入れられていたと考えられる。また、この銘文によると、狄青は魏氏出身の妻を娶り、6人の男子と2人の女子が生まれたという。
南宋の李心伝が編纂した『建炎以来繋年要録』紹興8年（1138年）7月己丑条によると、狄青の孫で武功大夫・貴州刺史の狄珫（靖康の変にて死亡）に拱衛大夫・貴州防禦使を追贈し、彼の家族5人にも官職を与えたという。

## 創作の中の狄青
- 同時代にいた名裁判官の包拯が文極星の化身、そして狄青が武曲星の化身であった、とする伝説が『水滸伝』など民間伝承に残っている。
- 『万花楼演義』など、狄青を主人公とする演義小説では、狄青は名門の出身という設定になっている。
- 『楊家将演義』など、同時代の楊家軍を主人公とする物語でも狄青は登場する。こちらでの狄青の役回りは、主人公格のキャラクターである楊宗保の暗殺を企んだりする悪役である。